# Piko dat

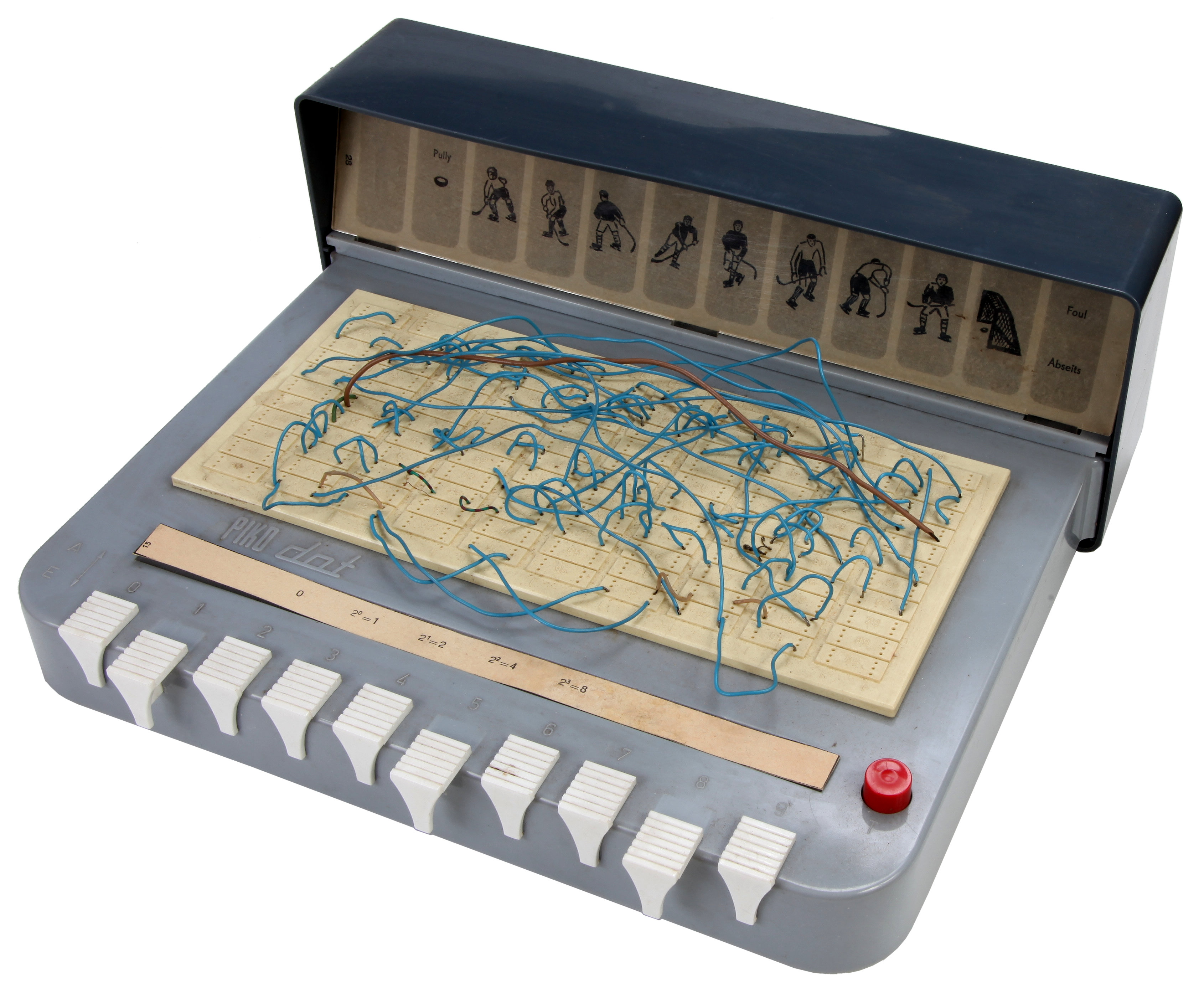
Piko-dat-Lerncomputer mit eingelegtem Transparentpapier vor der Lampenreihe und Beschriftungsstreifen für die Schiebeschalter sowie eingesetzten Steckbrücken

Der Piko dat (Eigenschreibweise: PIKO dat) ist der erste Lerncomputer aus der DDR des VEB Piko Sonneberg.

## Geschichte
Das Gerät wurde 1968 entwickelt und 1969 auf dem Markt gebracht. Der Preis betrug 69,50 DDR-Mark. Auf der Leipziger Messe im gleichen Jahr gewann er zweifaches Messegold. Es ist dem Logikus aus der BRD äußerlich ähnlich, aber technisch eigenständig. So gab es beispielsweise einen einfachen Zeitgeber auf Basis eines RC-Glieds, um das Programmverhalten zeitgesteuert zu beeinflussen. Die Zeitspanne kann mit dem Potentiometer eingestellt werden.

## Technische Daten
Vor dem ersten Benutzen musste das Gerät selber zusammengebaut werden. Die gesamte Technik war in einem pultförmigen Plastikgehäuse untergebracht.
Die Anzeige von Daten und Ergebnissen wurde mittels 13 Glühlampen realisiert. Vor der senkrecht angeordneten Lampenreihe befindet sich eine durchsichtige Plastikscheibe, hinter die transparente Papierstreifen mit aufgedruckten Symbolen gesteckt werden können. Dadurch werden den Lampen klare Funktionsbeschreibungen zugeordnet. Oberhalb der Griffe für die Schiebeschalter wurde ein Pappstreifen eingelegt, der zur Beschriftung der Schieber diente. Die Programmierung erfolgte mittels zehn Schiebeschaltern (die zwei Positionen einnehmen können), einem Taster und Steckbrücken auf der Oberseite. Eine 4,5-V-Flachbatterie oder drei Mono-Batterien versorgten den Aufbau mit Strom. Auf der Unterseite wurden die Lampen, der Zeitgeber und die Kontakte dauerhaft verdrahtet.

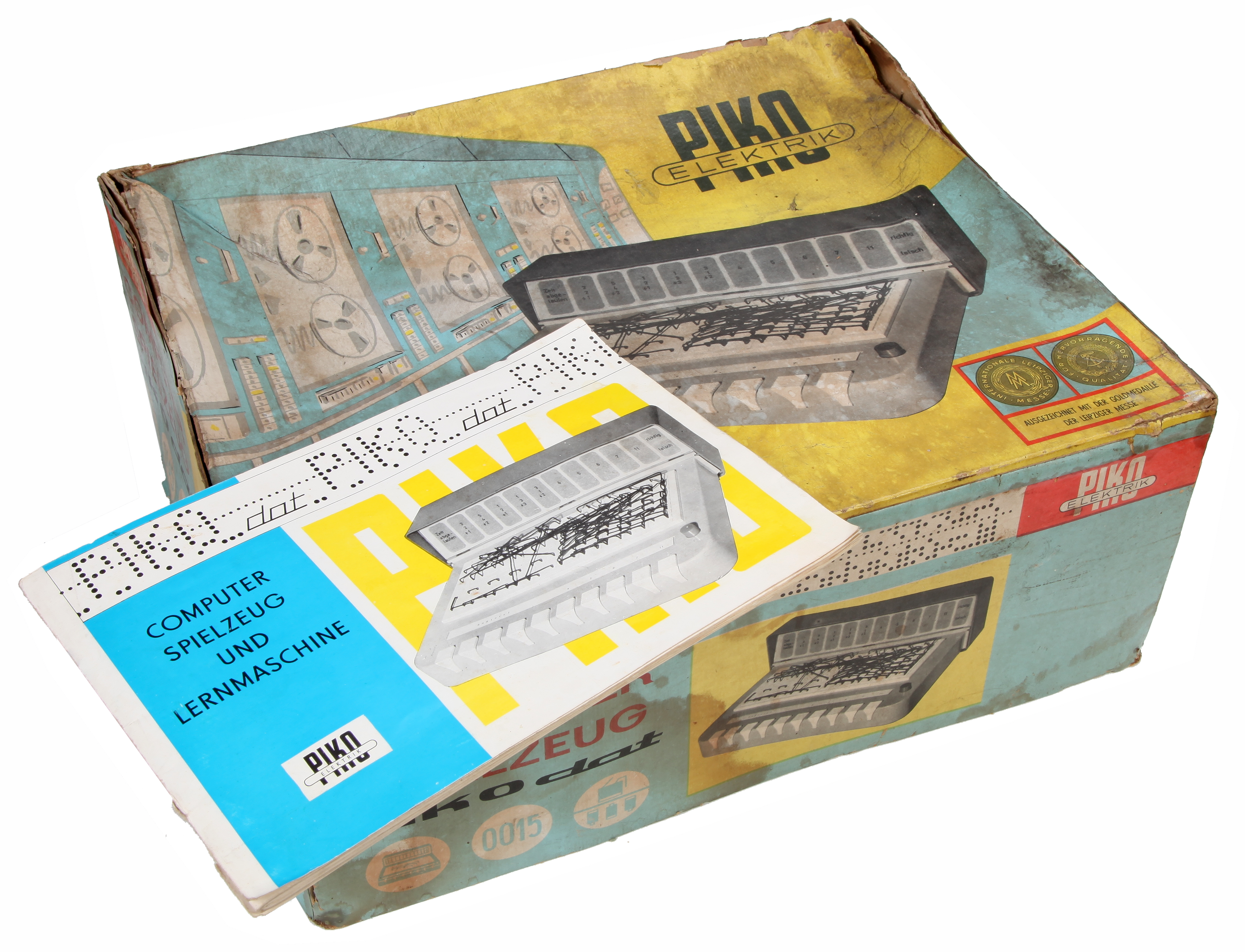
Verkaufsverpackung und Anleitung
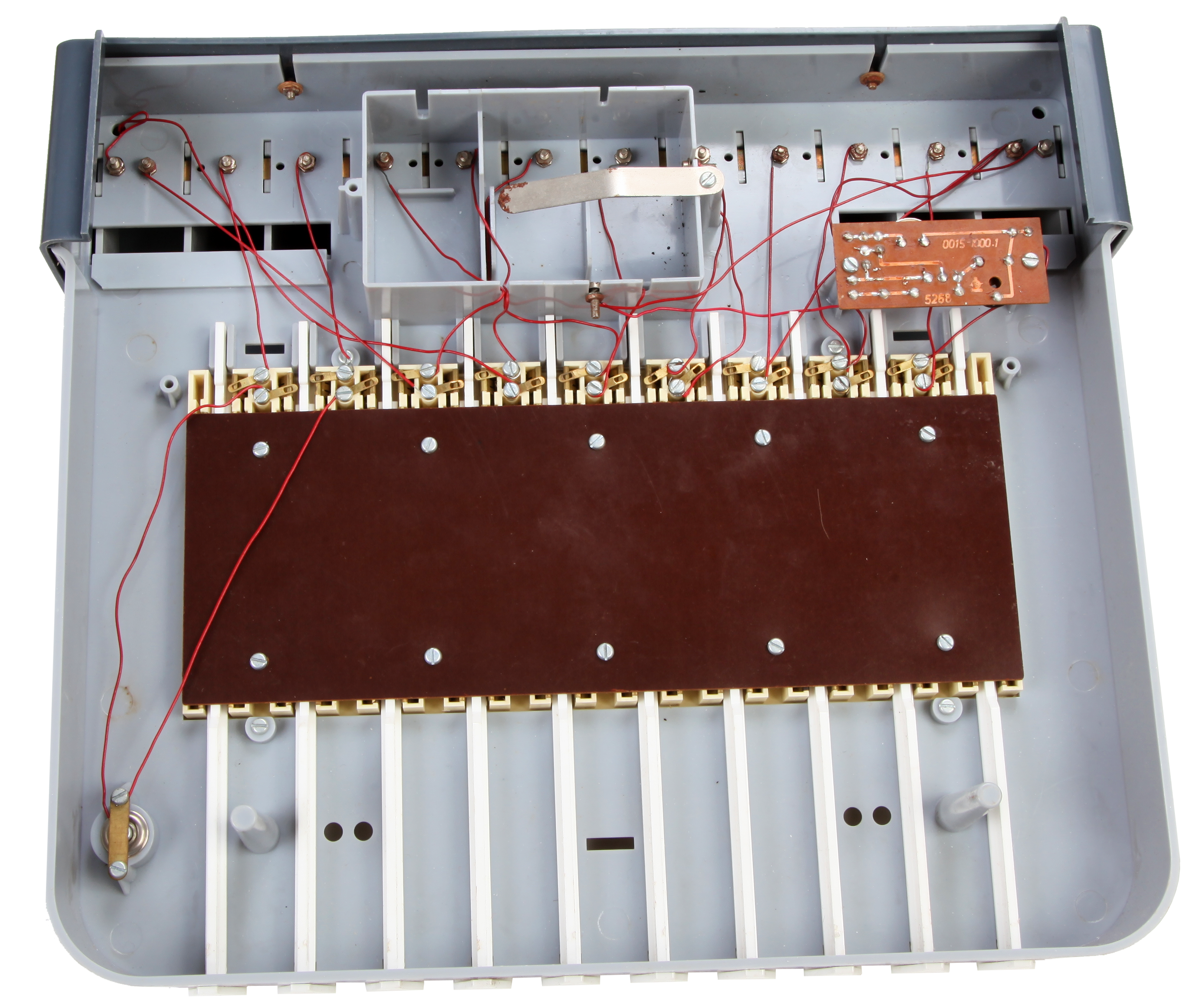
Unterseite
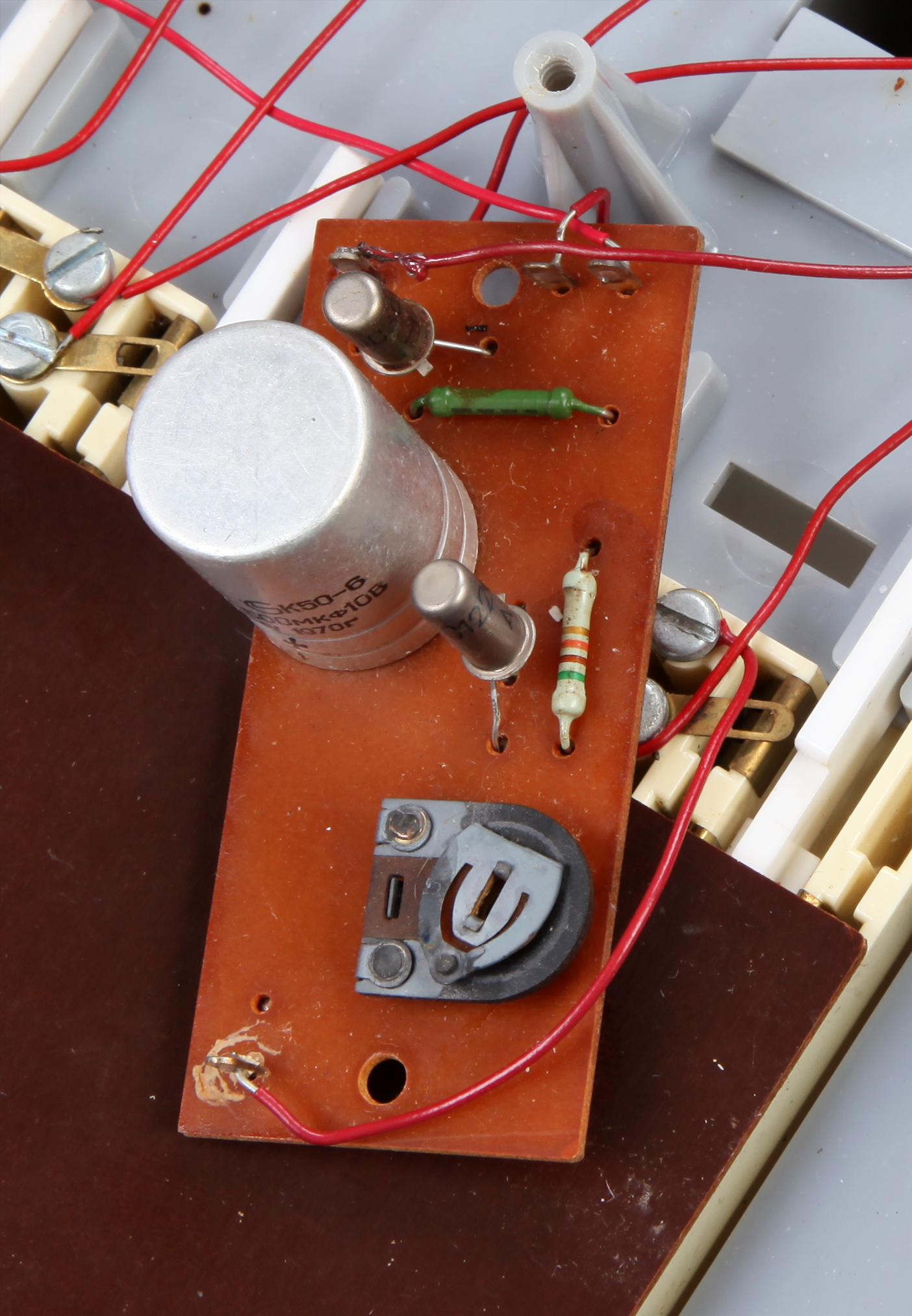
Zeitgeber
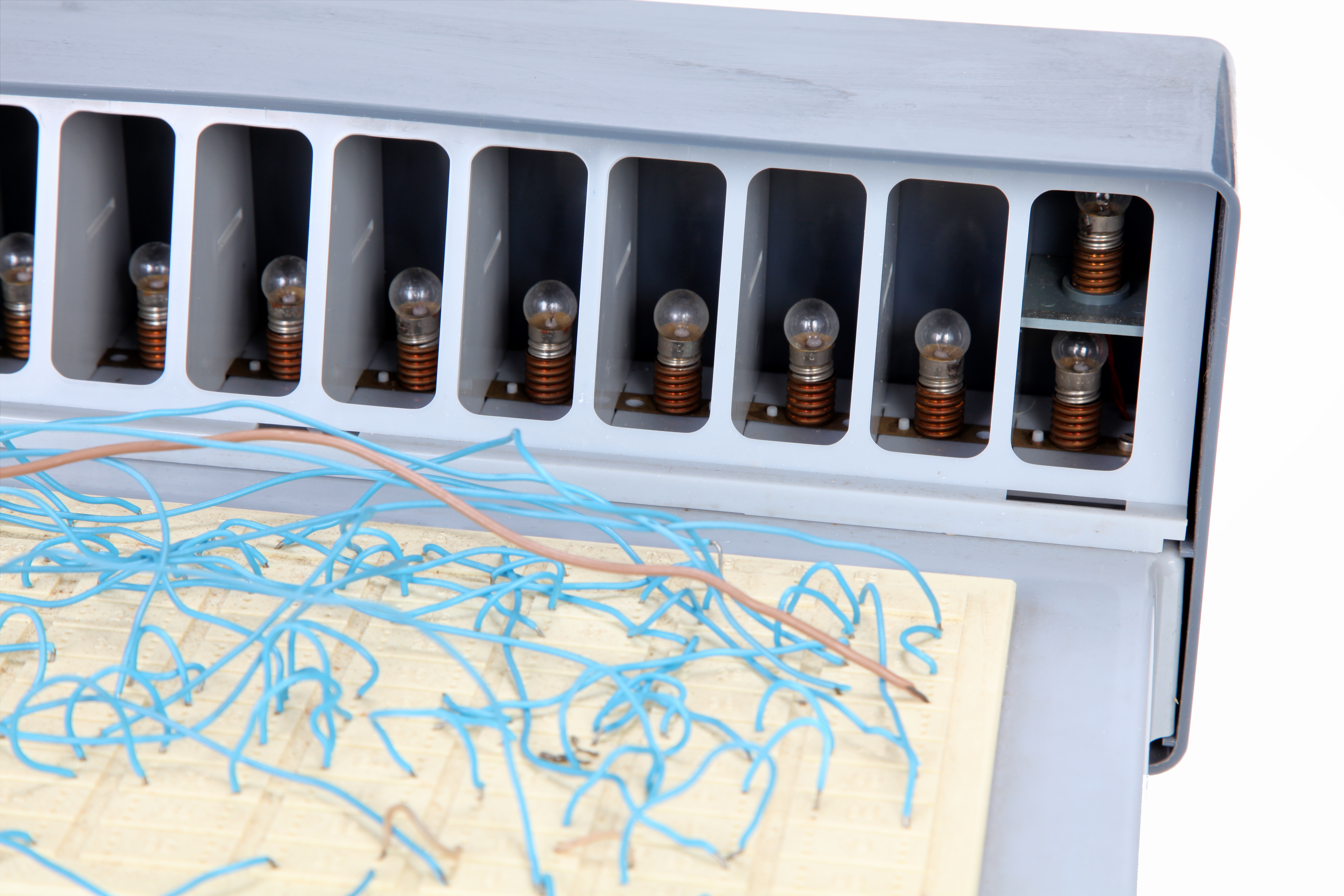
Lampenreihe
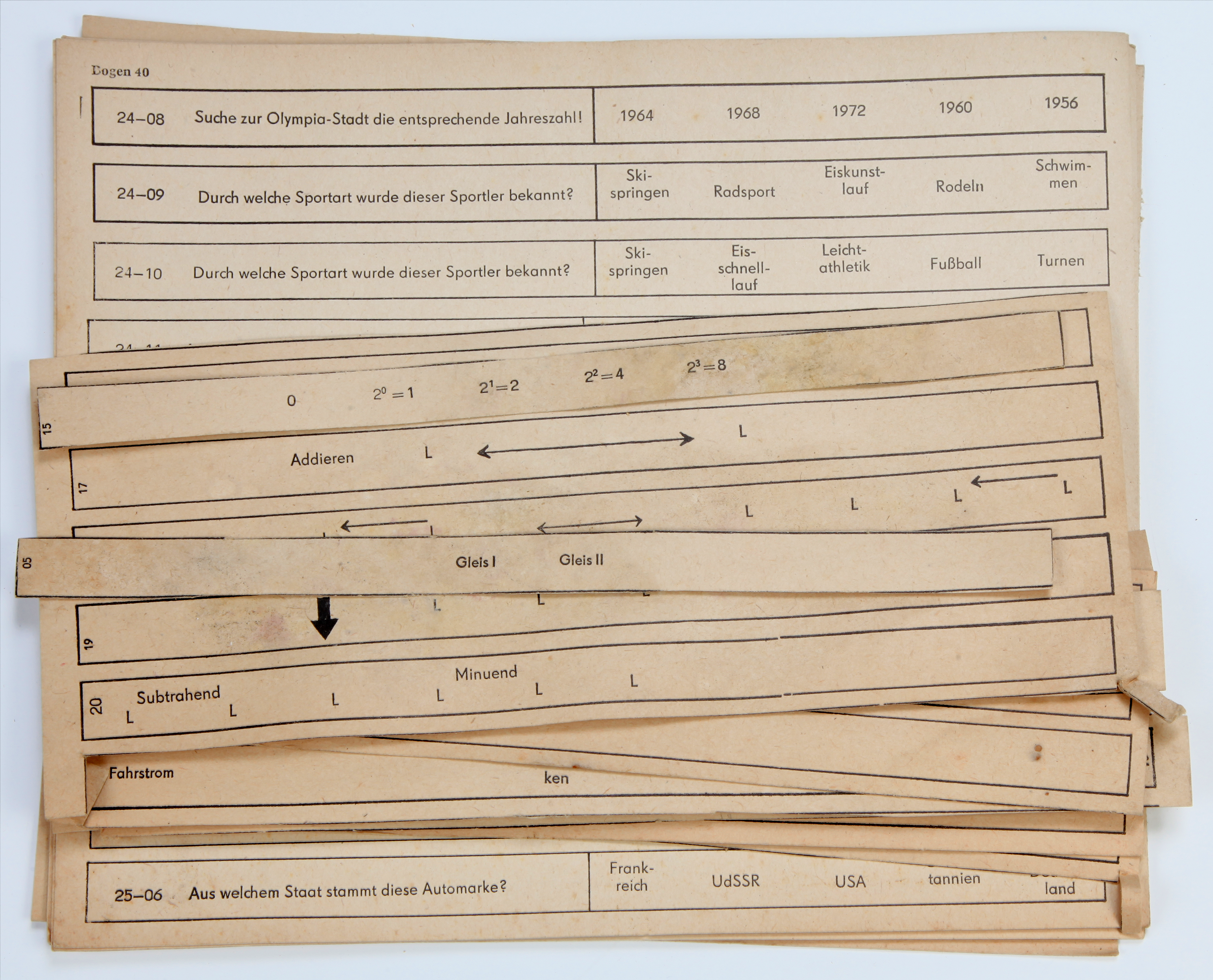
Einlagestreifen aus Pappe
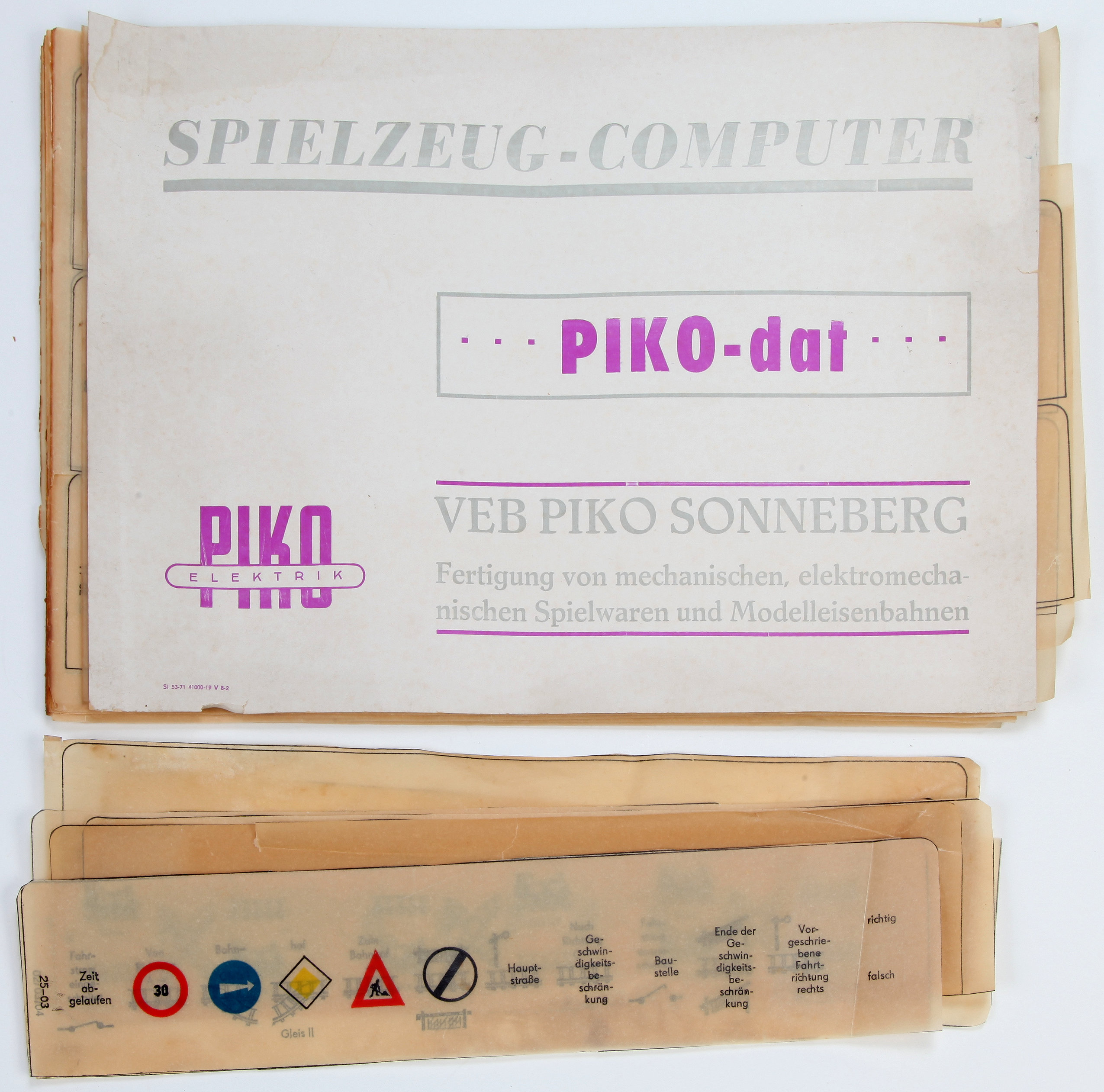
Transparente Einlagen für Lampenreihe
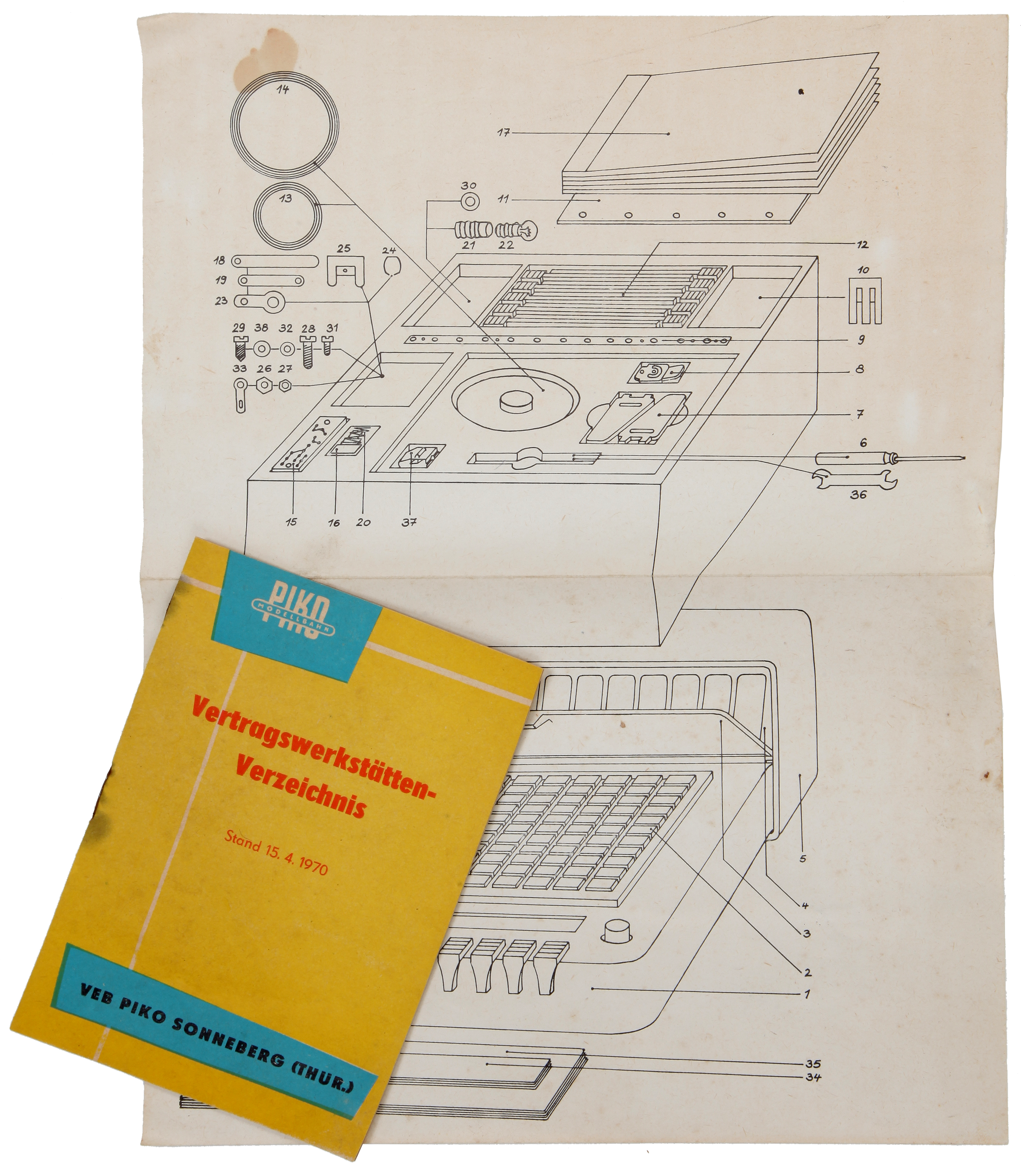
Vertragswerkstättenverzeichnis, Inhaltsübersicht der Verkaufsverpackung

## Anwendungen

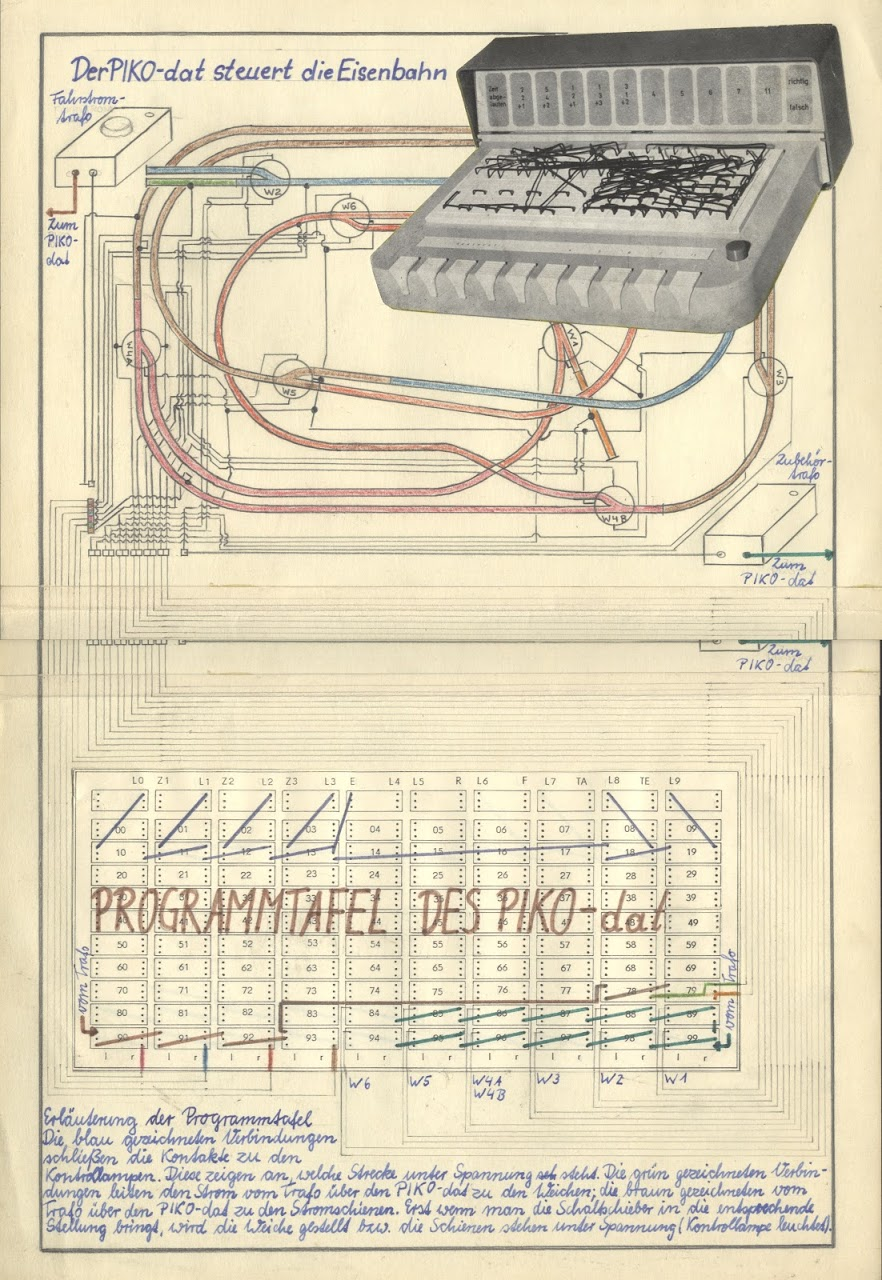
Plakat Der PIKO-dat steuert die Eisenbahn

Es gab 29 Programme. Weitere konnte der Benutzer selbst „zusammenstecken“. Typische Anwendungen waren Berechnungen, Spiele, Wissensquiz, aber auch die Steuerung von Modelleisenbahnen. So wurde den Nutzern Wissen über das Dualsystem und die Boolesche Algebra vermittelt.
Für die Messe der Meister von Morgen entstand 1977 das Exponat Der PIKO-dat steuert die Eisenbahn.